# 二つの微笑をもつ女
『二つの微笑をもつ女』（ふたつのびしょうをもつおんな、La femme aux deux sourires）は、モーリス・ルブランによるアルセーヌ・ルパンシリーズの一篇。1932年発表。その他、邦題「二つえくぼの女」等。

## 概要
未解決のままとされた15年前の惨劇に興味を持ったルパンは、その謎に挑む中、清楚と妖艶、ふたつの全く異なる微笑を持つ女性と出会う。